# Santander Consumer Bank

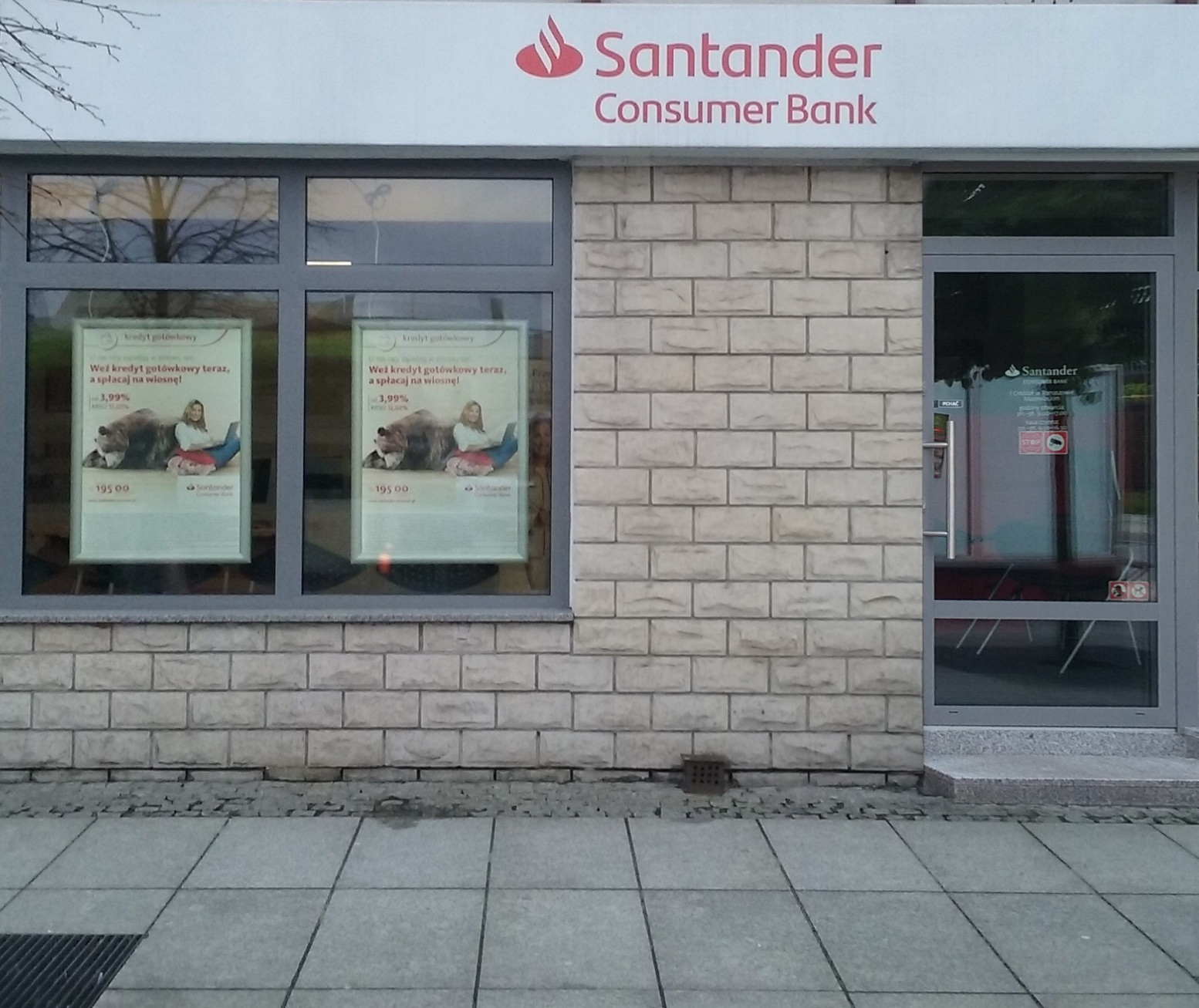
Oddział Santander Consumer Banku w Tomaszowie Mazowieckim

Santander Consumer Bank SA (dawniej: CC-Bank SA, PTF Bank SA) – bank z hiszpańskiej grupy Banco Santander działający w Polsce od 1997.

## Historia
W 1997 powstał Bank of America (Polska) SA, który w 2002 został zakupiony przez Santander Consumer Finance z siedzibą w Madrycie (część grupy kapitałowej Banco Santander). W 2003 zmieniono nazwę na CC-Bank SA z siedzibą w Poznaniu i rozpoczęto działalność operacyjną. W 2004 zmieniono nazwę banku na PTF Bank SA, w efekcie wchłonięcia jednego z największych operatorów kredytowych, jakim było Polskie Towarzystwo Finansowe i przeniesiono siedzibę centrali banku do Wrocławia. Na początku 2006 bank zmienił nazwę na Santander Consumer Bank SA.
W maju 2009 zamknął całą sieć blisko 50 placówek oraz przestał udzielać kredytów hipotecznych, tłumacząc to niską rentownością tego produktu.
8 czerwca 2010 Santander Consumer Bank SA został większościowym właścicielem AIG Bank Polska (99,92%). Poprzedni główny akcjonariusz AIG Banku – AIG Consumer Finance Group, Inc. – objął 30% akcji w Santander Consumer Banku, a Santander Consumer Finance kontroluje pozostałe 70% akcji. 1 marca 2011 AIG Bank Polska SA połączył się z Santander Consumer Bankiem SA i od tej daty oddziały przejętego banku funkcjonują pod nazwą i logo hiszpańskiego banku.
W 2012 bank nabył pośrednika kredytowego Żagiel S.A. od belgijskiego banku KBC.
W 2014 większościowym akcjonariuszem banku został Bank Zachodni WBK (od 2017 Santander Bank Polska).
W 2022 głównym przedmiotem działalności jest sprzedaż wybranych produktów bankowych: kredytów na zakup pojazdów mechanicznych, kredytów gotówkowych, kart kredytowych i lokat terminowych.